# Бангладешско-турецкие отношения
Бангладешско-турецкие отношения — двусторонние дипломатические отношения между Бангладеш и Турцией. Обе страны являются членами Организации исламского сотрудничества. У Турции есть посольство в Дакке, а у Бангладеш есть посольство в Анкаре и консульство в Стамбуле.

## История

### Древние времена

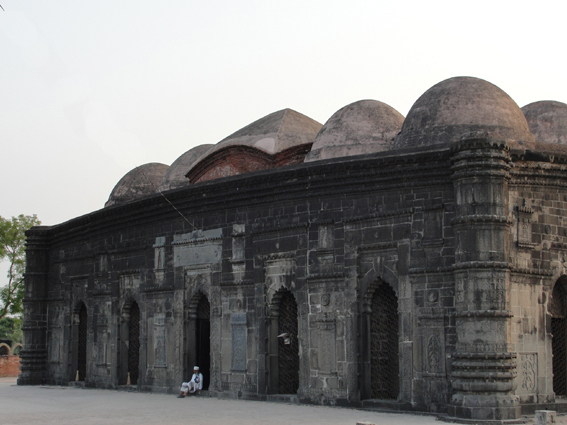
Мечеть Чото Шона, построенная во время правления Ала ад-дина Хусайн-шаха

Турки известны своим долгим влиянием на суфизм в Бангладеш. Многие турки сопровождали Мухаммада бин Бахтияра Хильджи во время его завоевания Бенгалии и поселились там на постоянное время. Во время правления династии Хилджи многим туркам были присвоены высокие чины, поощрялось построение сильного мусульманского общества.
Турки основали множество мечетей, медресе и ханак. Гияс-ад-Дин Ивадж-шах построил форты, дороги и флот, стратегически обновил методы борьбы с наводнениями. Шамс-ад-Дин Ильяс-шах известен объединением всей Бенгалии в один султанат в 1352 году.
Турецкое правление закончилось в 1487 году после смерти последнего султана династии Ильяс-шахи, Джалал-ад-Дина Фатех-шаха. Однако многие турки продолжали жить в Бенгалии и слились с её обществом.

### Современные отношения
В 2016 году дипломатические отношения между двумя странами ухудшились, когда Бангладеш осудил последовательные просьбы Турции освободить нескольких лидеров «Джамаат-и ислами Бангладеш», которые были осуждены Международным трибуналом по преступлениям в Бангладеш за военные преступления во время Освободительной войны и в конечном итоге казнены. После казни лидера группировки Мотиура Рахмана Низами Турция отозвала своего посла в Бангладеш. Однако после осуждения Бангладеш попытки государственного переворота в Турции, направленного на свержение правительства Реджепа Эрдогана, отношения начали улучшаться. По этому поводу Анкара отправила нового посла в Дакку. По прибытии новый посол Турции заявил: «Бангладеш помог Турции, выразив свою поддержку правительству Эрдогана после неудавшейся попытки государственного переворота». Он отметил, что отношения между двумя странами нормализовались и также выразил готовность Турции помочь Бангладеш контролировать боевиков в стране.
Во время кризиса беженцев рохинджа Турция пожертвовала миллионы долларов правительству Бангладеш, чтобы помочь народу рохинджа, которые поселились в области Читтагонг. В сентябре 2017 года первая леди Турции Эмине Эрдоган посетила убежища рохинджа и пообещала расширить сотрудничество и помощь Бангладеш.

## Визиты
Бывший президент Бангладеш Зиаур Рахман стал первым главой бангладешского государства, посетившим Анкару. В 1986 году премьер-министр Турции Тургут Озал посетил Бангладеш.
В 1997 году президент Турции Сулейман Демирель присоединился к президенту ЮАР Нельсону Манделе и Ясиру Арафату на праздновании 50-летия независимости Бангладеш.
В 1998 году две страны стали соучредителями группы «Исламская восьмёрка».
В 2010 году президент Турции Абдуллах Гюль посетил Дакку с официальным визитом. В том же году премьер-министр Турции Реджеп Тайип Эрдоган также посетил Дакку. В 2012 году премьер-министр Бангладеш Шейх Хасина с официальным визитом посетила Анкару.

## Сотрудничество в сфере обороны
10 марта 1981 года в Дакке было подписано соглашение между Бангладеш и Турцией о военной подготовке, обучении и совместном сотрудничестве между силами обеих стран. Согласно соглашению, спецназ ВМС Турции обучал одно из спецподразделений ВМС Бангладеш.
В 2013 году Турция поставила для армии Бангладеш лёгкие бронированные машины Otokar Cobra.
В июне 2021 года между Бангладеш и турецкой компанией REPKON было подписано соглашение о создании линии по продаже артиллерийских орудий 105 и 155 мм под ключ. Используя современную технологию Free Flowforming (запатентованную REPKON) и компьютеризированное оборудование REPKON, BOF произведёт высококачественные артиллерийские снаряды 105 мм и 155 мм. По словам директора REPKON по развитию бизнеса и корпоративным коммуникациям Угура Джема Гюрпинара, «Бангладеш, как и многие дружественные и союзные страны, предпочёл REPKON из-за того, что его технологии опережают своих конкурентов в мире».
29 июня 2021 года между Бангладеш и Турцией подписан меморандум о взаимопонимании. По словам президента компании Defence Industries Исмаила Демира, экспортное соглашение о различных продуктах Roketsan подписано с Бангладеш. Ранее в том же месяце по отдельно заключённой сделке Roketsan уже поставила РСЗО TRG-300 Tiger для армии Бангладеш. В ближайшие несколько лет Бангладеш должен стать одним из крупнейших заказчиков оборонного оборудования в Турции.

## Экономические отношения
Бангладеш и Турция являются ключевыми взаимными торговыми партнёрами. Объём двусторонней торговли между двумя странами превышает 1 млрд $. В экспорте бангладешских товаров в Турцию преобладает одежда. С 2012 года Бангладеш и Турция ведут переговоры о подписании соглашения о свободной торговле, однако подписание соглашения приостановлено из-за сложностей, связанных с заявкой Турции на вступление в Европейский союз. Судостроительная промышленность Бангладеш также была определена как потенциальный сектор для турецких инвестиций.
В 2012 году страны подписали совместный протокол о торговле и инвестициях. Совместная экономическая комиссия «Бангладеш-Турция» каждые два года проводит встречи для обсуждения путей увеличения двусторонней торговли и инвестиций.